# 鄧寄塵
鄧寄塵（1912年2月17日—1991年7月2日），香港男歌手、演員，廣東南海人，原名鄧錫鑣，南海中學畢業，之後加入羊城音樂社任撰曲，戰後在廣州新生電台及時代電台當播音藝員，1949年加盟香港麗的呼聲廣播電台，專長詼諧，一個人角色扮演八把不同的聲音，聲演廣播劇。所以獲得「諧劇大王」之美譽。其三子鄧兆華曾為香港大學李嘉誠醫學院精神醫學系系主任兼講座教授。
1975年移民加拿大，後來間有回港客串拍攝電影，1991年於美國病逝。

## 著名作品
鄧寄塵在1956年已經開始灌錄唱片，与鄭君綿、鄭幗寶、鄭碧影、白艷紅、何燕燕、李慧、梁燕秋、罗丽娟、李寶瑩、林丹、吳美英等合作过。
他曾主唱很多粵語流行曲名曲，包括《墨西哥女郎》、《飛哥跌落坑渠》（與李寶瑩、鄭君綿合唱）、《詐肚痛》（與鄭碧影合唱）等等。

### 專輯
- 1965年：《鄧寄塵之歌》（唱片監製：顧嘉輝）

### 歌曲
- 經典金曲 - 墨西哥女郎 1965（鄧寄塵） （页面存档备份，存于）鄧寄塵代表作《墨西哥女郎》，1965年作品
- 經典金曲 - 噯姑乖 1965（鄧寄塵、李慧） （页面存档备份，存于）鄧寄塵其中一首詼諧歌曲

## 電影

### 監製（1部）
- 兩傻遊地獄（1958年）

### 故事（1部）
- 蛇王（1950年）

### 編劇（4部）
- 失魂魚（1951年）
- 兩仔爺（1951年）
- 范斗（1951年）
- 阿福（1951年）

### 演員（98部）
- 蛇王（1950年）
- 烏龍夫妻（1950年） 飾 周維貢
- 五福臨門（1950年） 飾 鄧家福
- 范斗（1951年） 飾 范斗
- 指天篤地（1951年）
- 失魂魚（1951年） 飾 余投雲
- 阿福（1951年） 飾 阿福
- 飛天神龍（1951年）
- 兩仔爺（1951年） 飾 畢均
- 笑星降地球（1952年） 飾 阿堅
- 春宵醉玉郎（1952年） 飾 戲人
- 佳偶戎兵（1952年） 飾 副官張全
- 大良阿斗官（1952年） 飾 龍柱臣（阿斗官）
- 三個陳村種（1952年） 飾 沙震
- 傻仔洞房（1952年） 飾 梁小平
- 生娘唔大養娘大（1953年） 飾 老叔叔
- 鴻運當頭（1953年） 飾 張阿湖
- 紅粉多情（1953年） 飾 余何
- 初入情場（1953年） 飾 葉天生
- 苦命妻逢苦命郎（1954年） 飾 彼德
- 蕭月白正傳（上集）（1955年）
- 十字街頭（1955年） 飾 魯大南
- 春色滿西廂（1955年） 飾 阿福
- 雪姑七友（1955年） 飾 何其忍
- 任劍輝舞台奮鬥史（1955年）
- 王先生與肥陳（1955年） 飾 王先生
- 乞兒太子（1955年） 飾 周七
- 富貴似浮雲（1955年） 飾 莫明
- 百年好合（1956年）
- 傻大姐（1956年）
- 武松血濺獅子樓（1956年） 飾 武大郎
- 荒唐鏡扭死官（1957年） 飾 沙超
- 恩愛冤家（1957年） 飾 陳叔南
- 荒唐鏡五鬥陳夢吉（1957年） 飾 沙超
- 兩傻遊天堂（1958年） 飾 黃祿
- 兩傻遊地獄（1958年） 飾 黃祿
- 彩鳳喜迎春（1958年） 飾 楊恩
- 一把存忠劍（1958年） 飾 黃明
- 拉車得美（1958年） 飾 王亞威
- 馬票女郎（1958年） 飾 水叔
- 阿福當兵（1959年） 飾 張壽
- 搭錯線（1959年） 飾 鄧兆炳
- 兩個大泡和（1959年） 飾 鄧仁慶
- 終歸有日龍穿鳳（1959年）
- 鬥氣夫妻（1959年） 飾 阿福
- 夫妻和順欖（1959年） 飾 德叔
- 兩傻捉鬼記（1959年） 飾 李六
- 花燈照玉郎（1959年） 飾 進福
- 二世祖盲公問米（1959年） 飾 黃老爺
- 掃把精（1959年） 飾 戴得祿
- 兩傻擒兇記（1959年） 飾 李六
- 鬼馬福星（1959年） 飾 林振星
- 三鳳求凰（1960年） 飾 陳開
- 烏龍王發達記（1960年） 飾 尖咀茂
- 因禍得福（1960年） 飾 杜一鳴
- 亞福對錯馬票（1960年） 飾 黃祿
- 烏龍王飛來艷福（1960年） 飾 尖咀茂
- 糊塗金龜婿（1961年） 飾 劉星
- 分期付款娶老婆（1961年） 飾 張子超
- 傻人發達記（1961年） 飾 周日德
- 劍姑七友奇遇記（1962年） 飾 白欖塵
- 小偷捉賊記（1962年） 飾 李七
- 劍姑七友傳（1962年） 飾 白欖塵
- 水觀音三戲白金龍（1962年） 飾 黃秘書
- 冷戰夫妻（1962年） 飾 朱葛孔
- 奇女薛一娘（1962年）
- 心心相印（1962年）
- 路邊千金（1962年） 飾 鄧聲
- 錦秀年華（1963年） 飾 金大福
- 受薪太太（1963年） 飾 莫明祺
- 撲水世界（1963年）
- 冷巷姑爺（1964年）
- 騎樓底新娘（1964年） 飾 陳丁
- 搶食世界（1964年） 飾 沙皮狗
- 刮龍世界（1964年） 飾 黃七
- 一劍恩仇（1964年）
- 三個正宮救太子（下集）（1964年）
- 隔籬鄰舍兩家親（1964年） 飾 張昆祥
- 搶閘新娘（1964年） 飾 爛賭二
- 兩個懵仔爭老豆（1964年） 飾 二寶
- 苦戀（1964年）
- 通天師父（1964年） 飾 李係
- 爛賭二當老婆（1964年） 飾 劉繼心
- 半張碌架床（1964年） 飾 錢六叔
- 搏命世界（1965年）
- 摩登濟公（1965年） 飾 吳益仁
- 木屋沙甸魚（1965年） 飾 英雄鷄
- 摩登馬騮精（1965年） 飾 孫祥贅
- 好姐賣粉果（1965年） 飾 包德
- 蒸生瓜（1965年） 飾 祝仁
- 看牛仔出城（1965年） 飾 牛德
- 如花美眷（1966年） 飾 馮正天
- 追女仔（1981年）
- 鬼馬智多星（1981年） 飾 胡老頭（閻四爺）
- 神探光頭妹（1982年） 飾 阿超
- 緣份（1984年） 飾 大廈保安員
- 開心樂園（1985年） 飾 鄧登德
- 開心鬼放暑假（1985年） 飾 鄧伯

## 參看
- 新馬師曾
- 李我
- 鍾偉明
- 鄭君綿

## 外部連結
- 鄭君綿 + 鄧寄塵 - 《坐茶監》 1962 （页面存档备份，存于）
- 鄧寄塵在香港影庫上的簡介
- 鄧寄塵的Discogs页面（英文）
- 鄧寄塵在互联网电影资料库（IMDb）上的資料（英文）